# Árabe marroquino
O árabe marroquino (لهجة مغربية), também chamado árabe coloquial marroquino e, localmente, como dariŷa (دارجة), é o conjunto de variedades do árabe dialetal faladas em Marrocos e que apresentam uma grande quantidade de traços comuns que as diferenciam de outros dialetos árabes. O árabe marroquino pertence à mesma família do árabe magrebino, um dos principais grupos de variedades orais da língua árabe.

## Generalidades
O árabe marroquino é o resultado de uma evolução do Árabe oral em Marrocos. Veio da língua importada pelos conquistadores muçulmanos no século VII, em parte, e também sofreu influências da língua árabe levada por invasões de tribos beduínas dos Banu Hilal no século XI. Ainda hoje podem ser percebidas diferenças entre os diversos dialetos marroquinos em função  de deveram suas origens mais ou menos a essas duas influências. Ambas influências se construíram sobre um forte alicerce das línguas berberes locais, as quais deixaram muitas marcas no vocabulário, na fonética e na gramática. Podem ser percebidas também influências do árabe andaluz (presente na Espanha até final do século XV) e, mais recentemente do Francês e, em menor significância, do Espanhol nas variantes mais do norte. De forma diversa das demais variantes do árabe, o árabe marroquino não sofreu influências do Turco, pois a região do Marrocos nunca foi dominada pelo Império Otomano.

## Gramática

### Morfologia

#### Pronomes pessoais
O nominativo (função – sujeito da frase) é normalmente independente; para funções como objeto direto (acusativo), objeto indireto (dativo) e possessivo se adiciona um sufixo a outra palavra:
1.1 Independentes
- Eu         ana
- Tu(m)      anta/inta
- Tu(f)      anti/inti
- Ele        huua
- Ela        hiia
- Nós        Hna/iHna
- Vós        antuma
- Eles(as)   huma

1.2 Sufixos.
- 1ª pessoa singular          -i, -ni, -ia
- 2ª pessoa singular          -k, -ek
- 3ª pessoa (m) singular          -u
- 3ª pessoa (f) singular          -ha
- 1ª pessoa plural                -na
- 2ª pessoa plural                -kum
- 3ª pessoa plural                -hum

Exemplos: rasi (ras, cabeça; -i, meu(inha)), minha cabeça; diali, meu; rasek, tua cabeça; shufia, me olhe

#### Verbo.
A 3ª pessoa do singular passado é a Raiz do Verbo. O verbo só tem 3 tempos: passado, futuro e imperativo. O presente é formado juntando o prefixo “ka-“ ou “ta-“ ao futuro.
2.1 Passado.
- 1ª pessoa singular           radical  + t
- 2ª pessoa singular           radical  + ti
- 3ª pessoa (m) singular       radical
- 3ª pessoa (f) singular       radical  + et
- 1ª pessoa plural             radiocal + na
- 2ª pessoa plural             radical  + tu
- 3ª pessoa plural             radical  + u

Exemplos: 
- 1ª pessoa singular           ktebt    escrevi
- 2ª pessoa singular           ktebti   escreveste
- 3ª pessoa (m) singular       kteb     escreveu
- 3ª pessoa (f) singular       ketbet   escreveu
- 1ª pessoa plural             ktebna   escrevemos
- 2ª pessoa plural             ktebtu   escrevestes
- 3ª pessoa plural             ketbu    escreveram

Atenção às transformações das raízes na terceira pessoa.
Corresponde ao tempo Pretérito Perfeito em português.
2.2 Futuro.
- 1ª pessoa singular           n/ne   + radical de futuro
- 2ª pessoa singular           t/te   + radical de futuro
- 3ª pessoa (m) singular       ie     + radical de futuro
- 3ª pessoa (f) singular       t/te   + radical de futuro
- 1ª pessoa plural             n      + radical de futuro   + u
- 2ª pessoa plural             t      + radical de futuro   + u
- 3ª pessoa plural            ie/i    + radical de futuro   + u

Exemplos:
- 1ª pessoa singular           nektob          escreverei
- 2ª pessoa singular           tektob          escreverá
- 3ª pessoa (m) singular       iektob          escreverá
- 3ª pessoa (f) singular       tektob          escreverá
- 1ª pessoa plural             n ktobu         escreveremos
- 2ª pessoa plural             t ktobu         escrevereis
- 3ª pessoa plural            ie/i ktobu       escreverão

2.3 Imperativo.
Unicamente existe na segunda pessoa, geralmente toma a mesma forma do futuro, porém, sem os prefixos: 
- 2ª pessoa singular          radical de futuro
- 2ª pessoa plural              radical de futuro

Exemplos  
- 2ª pessoa singular (m)        ktob           escreve (tu), escreva (você)
- 2ª pessoa singular (f)        kotbi          escreve (tu), escreva (você)
- 2ª pessoa plural              ktobu          escrevei (vós), escrevam (vocês)

#### Nomes
Os Nomes (Subst., Adj.) podem ser: masculino/feminino; singular/unitário/colecivo/dual/plural; determinado/indeterminado; substantivo/adjetivo.
3.1 Formação do feminino.
Geralmente e de forma similar ao Português, a maior parte dos substantivos e adjetivos formam o feminino com acréscimo da terminação A à forma masculina..
Exemplos:
jeib, jeiba (feo, fea); tuil, tuila (alto, alta), amin, amina (fiel)
Porém, há muitos “nomes” (Subst.,Adj.) que terminam com A..
Exemplos:
baba (pai); ja (irmão); ma (água); jra (borra)
3.2 Plural
Há dois modos principais de formar o plural:
- pela adição de sufixos
- por alteração interna da palavra. .

3.2.1 Com sufixos – Os principais sufixos são : -in; -a; -(a)t.
ain > ainin (olhos); neyar > neyara (carpinteiros); biro > biroat (escritórios)
3.2.2  Com transformação da palavra:
3.2.3 Há também três formas de indicar o número de substantivos: Colectivo, Unidade, Dual.
3.2.4 Coletivos: muitas palavras masculinas “no singular" se referem a um número indeterminado de objetos.
Exemplo: Hut (pescado)
3.2.5 Esses coletivos têm um nome correspondente terminado em A:
Exemplo: :Huta (um pescado) - neste caso o plural é terminado em  "-at" Hutat (diversos/vários pescados)
3.2.5 Dual: conservaram-se restos do Dual do Árabe clássico "-(a)in", em diversos nomes de medidas e nomes que sempre estão em pares.
Exemplos: :Ain, ainin (olho, olhos); mia, miatin (cem, duzentos)
3.2.6 Caso especial para os adjetivos: Com freqüência se usa para o feminino plural o plural masculino.
Exemplos:
bnt seghera (menina pequena), bnat segharat, ou o mais usado bnat sghar (meninas pequenas).
3.3 Indeterminação / Determinação
3.3.1 A Indeterminação se expressa assim::
a) com auxílio do indeterminado "shi" (que equivale a algo/algum/alguns + o substantivo no singular ou no plural.
Exemplos:
Shi kalb (algum cão); shi krasa (algumas cadeiras)
a) com auxílio do numeral uaHed (que equivale a Um/Uma) + l + o substantivo no singular..
Exemplos: uaHed l kalb (um cão); uaHed l kursi (uma cadeira).
3.3.2 A Determinação do substantivo pode ser feita:
a) com auxílio do artigo "l" (que equivale a “O”) mais o substantivo no singular; O artigo se assimila à consoante inicial do substantivo quando essa for  sh, d, n, r, s, t, y, z (as chamadas letras solares).
Exemplos: I kalb (o cão); l kursi (a cadeira); :Sh shims (o sol).
b) com ajuda de um complemento do substantivo.
Exemplo: Dar l kalb (casa do cão).
2.2.1 Condição de Irreal. São apresentadas principalmente pelas conjunções lu (em árabe literal: lau لَوْ ), u kan, kun, ka; correlações ka... ka, kun... kun, kun... ka, lukan...kun, ukan... kun (ukan dialetalmente); lu kan -s utilizada em todo Magrebe.
Alfabeto árabe
- Letras básicas: ا ب ت ث ج ح خ د ذ ر ز س ش ص ض ط ظ ع غ ف ق ك ل م ن ه و ي
- Letras e  sinais complementares: ة ء أ إ

### Palavras de origem externa

#### Origem bérbere
- Mouch ou Mech: gato (de Amouch) [muʃ]
- Khizzou: cenoura [xizzu]
- Yekh: onomatopeia que expressa desgosto (de Ikhan) [jɛx]
- Dcher ou Tcher: zona [tʃɑr]
- Yeh: sim [jɛh]
- Neggafa: facilitador de boda (de taneggaft) [nɪggafa]
- sifet ou sayfet: enviar [sˁaɪfɪtˁ]
- Mezyan: bom  [mɪzjæn]

#### Origem francesa
- forchita: (de fourchette) garfo [forʃitˁɑ]
- tomobile: (de automobile) carro  [tˁomobil]
- telfaza: (de télévision) televisor [tɪlfɑzɑ]
- radio: rádio [rɑdˁjo]
- partma: (de appartement) apartamento [bɑrtˁmɑ]
- tobis: (de autobus) ônibus [tˁobis]
- camera: (de caméra) câmera [kɑmerɑ]
- portable: (de portable) telefone celular [portˁɑbl]
- tiliphune: (de téléphone) telefone [tilifu:n]
- brika: (de briquet) isqueiro [bri’keɪ]

#### Origem espanhola
Essas palavras podem ter vindo do árabe andaluz trazido pelos mouros que foram expulsos da Espanha durante a Reconquista ou podem ter sido incorporados ao tempodo Marrocos Espanhol (1912-1956).
- roueda: roda [rwedˁɑ]
- cuzina: cozinha [kuzinɑ]
- simana: semana [simɑnɑ]
- manta: manta [mɑltˁɑ]
- rial: real (moeda, dinheiro) [rjɑl]
- fundo: fundo (do mar, rio, lago, piscina) [fundˁo]
- carrossa: carroçaa [kɑrrosɑ]
- courda: corda [kordˁɑ]
- cama (só no norte de Marrocos): cama [kamˁɑ]
- blassa: praça [blasɑ]